# Bajo terapia
Bajo terapia es una película de comedia dramática española estrenada en 2023 dirigida por Gerardo Herrero, basada en la obra teatral homónima de Matías Del Federico. Está protagonizada por Antonio Pagudo, Alexandra Jiménez, Eva Ugarte, Malena Alterio, Fele Martínez y Juan Carlos Vellido. La película narra el desarrollo de una terapia en la cual una psicóloga reúne a tres parejas para realizar una sesión un tanto inusual.

## Argumento
Tres parejas van llegando al lugar donde se desarrolla terapia de pareja con normalidad. Una vez allí, contrariadas, se preguntan qué hacen las otras parejas en el mismo lugar. En ese momento, se presentan: en primer lugar están Esteban, apodado Teby, junto con Carla, por otro lado Laura y Daniel y, finalmente, Marta y Roberto. 
Desde el primer momento Teby y Daniel tienen algunos roces; Teby es una persona desenfadada y bromista que choca con la rectitud y con el carácter de Daniel. Una vez los dos cesan su enfrentamiento, se percatan de que hay 8 sobres en la mesa junto a una corneta. Parece que la psicóloga les ha reunido a sus espaldas para realizar una terapia conjunta, serán ellos los que tengan que escucharse y ayudarse unos a otros. Además, no podrán dar por finalizadas las actividades de cada sobre hasta que no toquen la corneta. 
El primer sobre les dice que deben presentarse. Daniel y Laura comienzan hablando. Ambos son pareja desde el instituto y han tenido dos hijos: Aitor y Luis. El problema de esta pareja reside en que Laura se muestra como la más crítica con el comportamiento de su hijo mientras que Daniel le ríe todas las gracias a su hijo. Desde el principio se observa cómo Teby y Carla interaccionan más que Roberto y Marta. Estos últimos parecen reservados y dolidos, permaneciendo distantes a las conversaciones, hasta que les toca hablar. Roberto y Marta tienen un hijo, Robertito. A este le hacían bullying en el colegio, lo cual genera un debate entre las parejas ya que comienzan a discutir acerca del uso de la violencia porque Roberto agredió al padre del niño que hacía bullying a Robertito. Marta permanece dolida mientras hablan los demás. 
Finaliza el primer sobre. El siguiente sobre dice que Marta debe contar por qué acude a terapia. Marta permanece con estupefacción a lo que Roberto, rápidamente, sale al paso diciendo que Marta no puede hablar y que será él quién hable por ella. Roberto comenta que Marta intentó suicidarse por una depresión y que, por ello, la psicóloga ha obligado a ambos a acudir a terapia. Marta intenta hablar pero Roberto no para de interrumpirla y anularla. Roberto se muestra incómodo y no quiere hablar más del tema. 
Llegan al tercer sobre donde es el turno de Teby y Carla. La psicóloga les ha obligado a comentar por qué Carla no quiere vivir con Teby. Este sobre genera risas en Daniel y Roberto, que parece que se han aliado antes las constantes bromas de Teby. Carla no quiere ir a vivir con Teby porque no quiere que se repita con él las mismas cosas que vivió con su ex. En este momento Teby confiesa ser ludópata. Carla, a su vez, es increpada por Daniel y Roberto porque ambos defienden que si no quiere irse a vivir con Teby es porque le es infiel. Carla, dolida, confiesa que no quiere vivir con Teby porque su expareja le maltrataba y tiene miedo que esa situación se repita. 
Durante el conflicto, Marta permanece con miedo. Roberto confiesa que Marta tiene problemas con la bebida. Marta aprovecha cualquier momento para beber a escondidas. Los demás sobres transcurren con normalidad y las parejas se muestran con más confianza pero dejando bandos muy diferenciados: por un lado Daniel y Roberto y, por el otro, las chicas junto a Teby. Un sobre propone hablar de sexo, lo cual genera rechazo en Roberto y Daniel, llegando a ponerse un poco agresivos ante este tema. La tensión va creciendo y durante los últimos sobres se desata. 
Roberto, agresivamente, ordena a Marta irse de la sesión, pero Marta huye de él. Mientras tanto, Laura y Carla arropan a Marta. Daniel está junto a Roberto y se muestra de su lado. En ese momento comienza una discusión entre Laura y Daniel. Laura confiesa haber sido infiel a Daniel pero este le confiesa que también le ha sido infiel con su mejor amiga. Ambos discuten y parece que la terapia ha llegado a su catarsis. En ese momento, Laura insulta a Roberto, lo que genera que este intente a agredirla. Roberto es parado por Daniel y Teby. En ese momento, Laura, le pide a Marta que confiese todo y que se abra. Marta rompe a llorar y confiesa que Roberto la viola y le agrede. Roberto intenta ir a por Marta pero se da cuenta de que es imposible porque Daniel y Teby lo bloquean. Resulta que todo era una trampa, ninguno de los otros son pareja; Teby, Daniel, Laura y Carla en realidad son policías que han sido llamados por la psicóloga. Marta decide denunciar a Roberto con ayuda de ellos y, finalmente, Roberto es detenido.

## Reparto
- Antonio Pagudo cómo Esteban «Teby».
- Eva Ugarte cómo Carla.
- Alexandra Jiménez cómo Laura.
- Fele Martínez cómo Daniel.
- Malena Alterio cómo Marta.
- Juan Carlos Vellido cómo Roberto.

## Producción
El guion de la película fue escrito por Gerardo Herrero basándose en la obra de Matías Del Federico. El rodaje tuvo lugar en Navarra, concretamente en Pamplona. Los interiores pertenecen a la Fábrica de Goma, en Pamplona. Las grabaciones comenzaron el 8 de noviembre de 2021 y finalizaron el 14 de enero de 2022. La música estuvo realizada por Paula Olaz y la fotografía por Juan Carlos Gómez.

## Fidelidad con la obra
La película está basada en la obra teatral homónima del dramaturgo argentino Matías Del Federico. Gerardo Herrero comentó para el medio FlixOlé que decidió cambiar el tono de la película ya que la obra teatral era más cómica y quería "darles más peso a los distintos temas que aborda la película". 

## Lanzamiento
La película se estrenó el 17 de marzo de 2023 en cines de España y se consideró no apta para menores de 12 años. 

## Recepción

### Comercial
La obra recaudó 227.424,99 euros en cines.

### Crítica
La película ha reunido a 38.476 espectadores.  Por otra parte, Bajo Terapia ha obtenido una buena acogida entre la crítica: Por ejemplo, cuenta con una puntuación de 6,7 en IMDb y de 6,4 en FilmAffinity. Además, numerosos críticos especializados han valorado notablemente la película cómo Pere Vall para la revista Fotogramas diciendo que "Gerardo Herrero sube el nivel del género, adaptando una obra de teatro a su propia manera de ver el cine y la capacidad de reflexión que puede tener este"o Nuria Vidal para Cinemanía alegando que "Bajo terapia demuestra que se puede tratar temas muy duros sin olvidarse de entretener al espectador".  La película también recibió premiaciones por su producción y reparto.

### Catálogo de Netflix
La película fue incluida en el catálogo del servicio de streaming Netflix el 7 de octubre de 2024. El 9 de octubre se posicionó como la segunda película más vista en España y el fin de semana del 12 y 13 de octubre se convirtió en el film más visionado.

## Premios

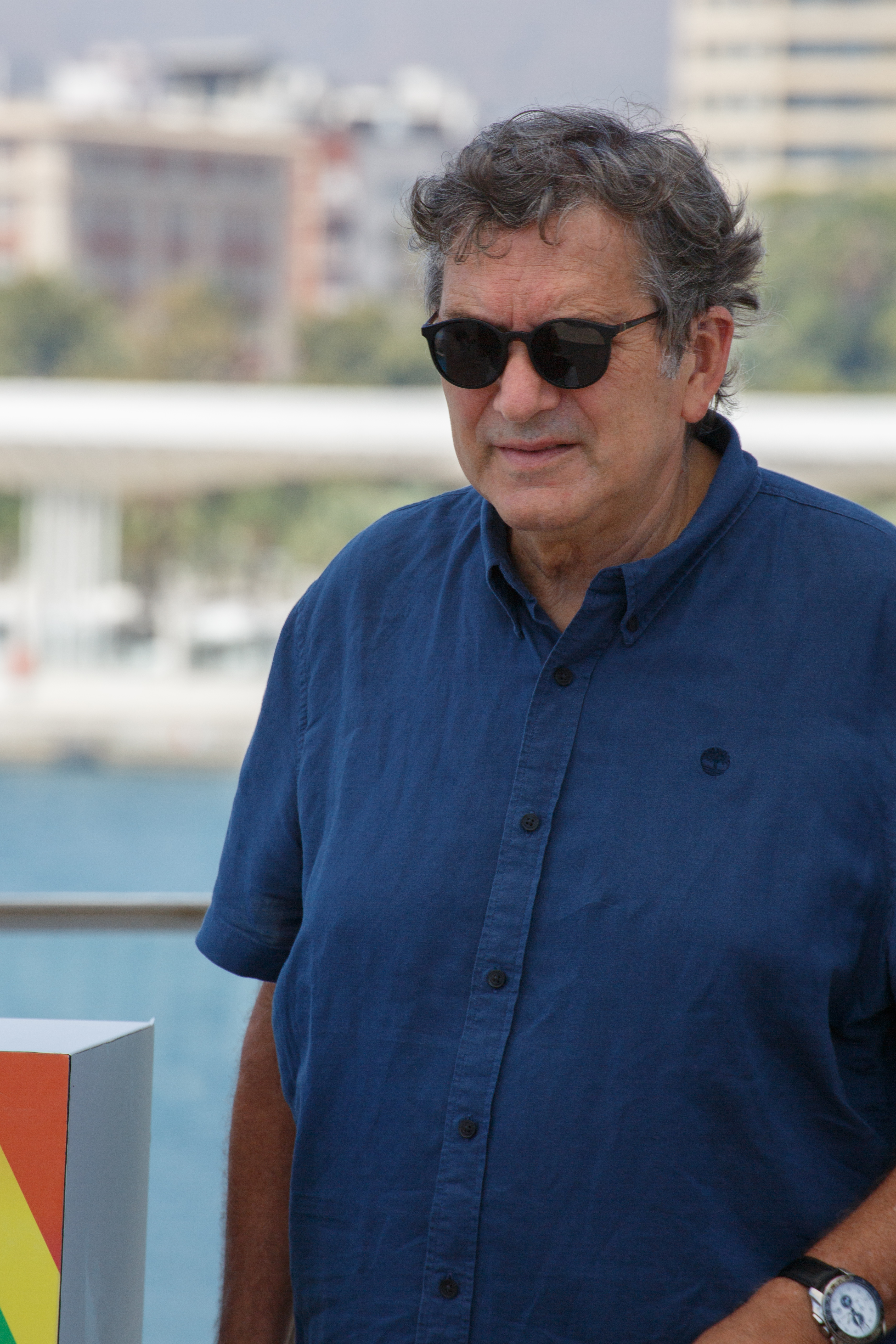
Gerardo Herrero en el Festival de Málaga de 2020

- Premios Goya

| Premios Goya | Premios Goya           | Premios Goya        | Premios Goya |
| Año          | Categoría              | Nominado            | Resultado    |
| ------------ | ---------------------- | ------------------- | ------------ |
| 2024         | Mejor Actor de Reparto | Juan Carlos Vellido | Nominado     |

- Festival de Málaga

| Festival de Málaga | Festival de Málaga         | Festival de Málaga | Festival de Málaga |
| Año                | Categorías                 | Nominadas          | Resultado          |
| ------------------ | -------------------------- | ------------------ | ------------------ |
| 2023               | Mejor Película             | Bajo Terapia       | Nominada           |
| 2023               | Premio Especial del Jurado | Bajo Terapia       | Ganador            |

- Premios Feroz

| Premios Feroz | Premios Feroz | Premios Feroz | Premios Feroz |
| Año           | Categoría     | Nominada      | Resultado     |
| ------------- | ------------- | ------------- | ------------- |
| 2024          | Mejor Comedia | Bajo Terapia  | Nominada      |